# Medical Botany
Medical Botany (abreviado Med. Bot. (Woodville)) es un libro con ilustraciones y descripciones botánicas que fue escrito por el médico, y botánico inglés William Woodville y publicado en 3 volúmenes y un suplemento, en los años 1790-95 con el nombre de Medical Botany: containing systematic and general descriptions, with plates, of all the medicinal plants, indigenous and exotic, comprehended in the catalogues of the Materia Medica, as published by the Royal Colleges of Physicians of London and Edinburgh: accompanied with a circumstantial detail of their medicinal effects, and of the diseases in which they have been most successfully employed.

## Publicación
- Volumen nº 1, 1 Jan 1790-1 Jan 1791;
- Volumen nº 2, 1 Feb 1791-1 Mar 1792;
- Volumen nº 3, 1 Apr 1792-1 Mar 1793;
- suppl., 1 Jan 1794-1 Jan 1795